# Aeródromo de Ivánovo-Yasiunija
El Aeropuerto de Mama (del ruso: Аэропорт Иваново Ясюниха) (IATA: , ICAO: XUDN) es un campo de aviación deportiva ubicado 5 km al sudeste de Ivánovo, capital del óblast del mismo nombre, Rusia. 

## Pista
Cuenta con una pista de tierra en dirección 14/32 de 700 x 60 m (2.297 x 197 pies).